# Itapipoca Esporte Clube
Maillots
Dernière mise à jour : 9 février 2012.
Le Itapipoca Esporte Clube est un club brésilien de football basé à Itapipoca dans l'État du Ceará.
Le club joue ses matchs à domicile au Stade Perilo Teixeira.